# Карл Ґустав Левенгаупт
Карл Ґустав Левенгаупт (швед. Carl Gustaf Lewenhaupt, 7 січня 1884 — 11 травня 1935) — шведський вершник.
Бронзовий призер Олімпійських Ігор 1920 року в індивідуальному конкурі.